# 17 Девы
17 Де́вы (лат. 17 Virginis) — тройная звезда в созвездии Девы на расстоянии приблизительно 98 световых лет (около 29,9 парсек) от Солнца. Возраст звезды определён как около 2,3 млрд лет.

## Характеристики
Первый компонент (HD 107705) — жёлто-белая звезда спектрального класса F8V, или F8, или G2-3V. Визуальная звёздная величина звезды — +6,46m. Масса — около 1,143 солнечной, радиус — около 1,232 солнечного, светимость — около 1,9 солнечной. Эффективная температура — около 6039 K.
Второй компонент (BD+06 2599B) — оранжевый карлик спектрального класса K5V:. Визуальная звёздная величина звезды — +10,48m. Масса — около 0,669 солнечной, радиус — около 0,729 солнечного, светимость — около 0,203 солнечной. Эффективная температура — около 4559 K. Удалён на 21 угловую секунду.
Третий компонент — коричневый карлик. Масса — около 41,96 юпитерианской. Удалён от второго компонента в среднем на 1,388 а.е..

## Планетная система
В 2019 году учёными, анализирующими данные проектов Hipparcos и Gaia, у звезды обнаружена планета HIP 60353 b.